# Microcnemum coralloides
Microcnemum coralloides är en amarantväxtart som först beskrevs av Francisco Loscos y Bernal och Trinidad Herménégilde José Pardo de Tavera, och fick sitt nu gällande namn av Buen. Microcnemum coralloides ingår i släktet Microcnemum och familjen amarantväxter. Utöver nominatformen finns också underarten M. c. anatolicum.